# Rosentry
Rosentry (Lonicera tatarica) är en art i familjen kaprifolväxter från östra Europa och Centralasien. Arten är en vanlig trädgårdsväxt i Sverige.
Är en lövfällande buske med kala kvistar, 1-4 m hög. Bladen är 3-8 cm långa, äggrunda-elliptiska med tvär eller svagt hjärtlik bas, trubbiga, kala, ljust blågröna och kortskaftade. Blommorna sitter två och två och blomskaftet är lika långt som kronan. Kronan blir 15-20 mm lång, rosa till mörkt röd, eller sällan vit, den är tvåläppig med långa flikar. Frukten är ett rött till orange bär. Bären är giftiga och ger kräkningar, ansiktsrodnad, överdriven törst och vidgade pupiller.
Tre varieteter erkänns:
- var. tatarica - bladen är kala, ibland med ciliehår på kanterna, de är inte pudergröna.
- var. micrantha - bladen har vitt dunhår på båda sidor, de är pudergröna. Västra Sibirein och Kina (Xinjiang).
- var. parviflora - från Ryssland.

## Sorter
- 'Alba' - har rent vita blommor.
- 'Angustifolia'
- 'Arnold Red' - den sort med de rödaste blommorna.
- 'Freedom' - sorten har blågröna blad och har vita blommor men en rosa ton. Frukten är röd. Är möjligen en sort av bokharatry (L. korolkowii). Introducerad av Minnesota Landscape Arboretum.
- 'Hack's Red'
- 'Latifolia'
- 'Lavsas'
- LOTA
- 'Lutea' - har rosa blommor och gula frukter.
- MALMÖ
- 'Nana' - en dvärgsort som blir 90 cm hög. Den har rosa blommor.
- 'Rosea' - har rosa blommor med ljusare insida.
- ÅSGULL

## Synonymer
var. tatarica
- Caprifolium tataricum (L.) Kuntze
- Caprifolium tataricum   (L.) Nieuwland & Lunell
- Chamaecerasus tataricus   (L.) Medikus
- Lonicera benjaminii Sennen & Elías
- Lonicera tatarica f. albiflora (de Candolle) House
- Lonicera tatarica f. rubriflora (de Candolle) House
- Lonicera tatarica var. albiflora de Candolle
- Lonicera tatarica var. rubriflora de Candolle
- Xylosteon cordatum Moench nom. illeg.
- Xylosteon tataricum   (L.) Michaux

- var. micrantha  Trautvetter
- Caprifolium micranthum   (Trautvetter) Kuntze
- Lonicera micrantha   (Trautv.) Regel

- var. parvifolia (Hayne) H. Jaeger
- Caprifolium parvifolium   (Hayne) Kuntze
- Lonicera parvifolia    Hayne